# Auxa perroti
Auxa perroti là một loài bọ cánh cứng trong họ Cerambycidae.